# Taylor Crabb
Taylor Kikaha o kekai Crabb (Honolulu, 26 gennaio 1992) è un pallavolista statunitense.
Gioca nel ruolo di schiacciatore nell'Academy United.

## Carriera
La carriera di Taylor Crabb inizia a livello scolastico, giocando per quattro anni nella formazione della Punahou School, con la quale si aggiudica due titoli statali nelle ultime due stagioni con la squadra e ricevendo svariati premi a livello locale; entra a far parte nello stesso periodo delle selezioni statunitensi giovanili, vincendo la medaglia d'oro al campionato nordamericano Under-21 2010, ricevendo anche il premio di miglior attaccante.
Seguendo le orme del fratello maggiore Trevor, entra a far parte della squadra di pallavolo maschile della California State University, Long Beach, prendendo parte con la sua università alla Division I NCAA dal 2011 al 2014: pur non riuscendo mai ad andare oltre la finale del torneo MPSF, riceve numerosi premi sia a livello di conference che a livello nazionale, tra i quali quello di National Player of the Year nel 2013; nell'estate del 2014 riceve le prime chiamate nella nazionale statunitense maggiore, vincendo la medaglia d'argento alla Coppa Panamericana.
Nella stagione 2014-15 inizia la carriera professionistica, ingaggiato dall'Arago de Sète nella Ligue A francese. In seguito si dedica per due annate al beach volley, tornando a giocare la pallavolo indoor con l'Academy United, in occasione della NVA 2018.

## Vita privata
Proviene da una famiglia di sportivi: sua madre prendeva parte alle competizioni di ginnastica con la Southern Connecticut University, mentre suo fratello maggiore Trevor ha giocato con lui nella California State University, Long Beach, dopo aver giocato a pallacanestro per la University of Puget Sound; è inoltre nipote di Tony Crabb, assistente allenatore per la nazionale statunitense maschile che ha vinto la medaglia d'oro ai Giochi della XXIII Olimpiade, nonché cugino di Lindsey Berg, ex pallavolista della University of Minnesota e medaglia d'argento ai Giochi della XXIX Olimpiade ed ai Giochi della XXX Olimpiade.

## Palmarès

### Nazionale (competizioni minori)
- Campionato nordamericano Under-21 2010
- Coppa Panamericana 2014

### Premi individuali
- 2010 - Campionato nordamericano Under-21: Miglior attaccante
- 2013 - National Player of the Year
- 2013 - All-America First Team
- 2014 - All-America First Team